# أليخاندرو أورا
أليخاندرو أورا (بالإسبانية: Alejandro Aura)‏ هو كاتب وشاعر مكسيكي، ولد في 2 مارس 1944 في مدينة مكسيكو في المكسيك، وتوفي في 30 يوليو 2008 في مدريد في إسبانيا بسبب سرطان الرئة.